# La Voz de Miróbriga
La Voz de Miróbriga fue un semanario comarcal editado en la localidad salmantina de Ciudad Rodrigo.

## Historia
Vio la luz el 13 de julio de 1952 de la mano de un heterogéneo grupo de mirobrigenses en el que se encontraba el coronel de Intendencia Horacio García Lorenzo; los maestros José Manuel Hidalgo y Abrahám Cid; los canónigos de la Catedral de Santa María, Ramón Morales y José María Blanco; el médico, Jesús Huerta; el veterinario, Luis Vicente; el jefe de Telégrafos, Ángel Hernández; los auxiliares sanitarios, Santiago Vegas y Manuel Martín; el estudiante de Filosofía, Ignacio María Domínguez, y el fotógrafo Ángel Prieto.
La Voz de Miróbriga salía los viernes y en su mayor parte se distribuía a través de suscripción. Se imprimió de forma ininterrumpida, llegando a ser el decano de los semanarios de información comarcal de Castilla y León y uno de los más antiguos de España todavía en la calle hasta su cierre.
La Voz de Miróbriga dejó de publicarse el viernes 3 de enero de 2014, siendo su último número el 3198, tras casi 62 años de publicación ininterrumpida.